# Ezelsociëteit
De Ezelsociëteit is een opvang voor ezels die gevestigd is aan de Zwitsersekade in de Nederlandse gemeente Zeist. Stichting Opvang De Ezelsociëteit ontstond op 1 november 2021 uit een samengaan van Stichting Opvang Ezels en Stichting De Ezelsociëteit.
De Ezelsociëteit biedt opvang en herplaatsing van ezels in nood. Zieke, verwaarloosde, mishandelde en bejaarde ezels worden onderdak geboden in de opvang in Zeist of op pleegadressen elders in Nederland. De stichting leunt op giften van particulieren. Ter bevordering van kennis over ezels en ezelwelzijn wordt samengewerkt met beroepsgroepen als de Faculteit Diergeneeskunde van de Universiteit Utrecht en de Dierenbescherming aangaande verzorging, voeding, huisvesting en gedrag van ezels.
Op De Ezelsociëteit werden in 2023 zo'n 40 ezels opgevangen. Daaronder bevonden zich ook dieren die door de Landelijke Inspectiedienst, Dierenbescherming of de Dierenpolitie in beslag waren genomen. Ook ezels die op straat dreigden komen te staan door bijvoorbeeld ziekte, een verhuizing of geldgebrek van hun eigenaar kunnen worden opgevangen. Er worden ook dieren aangemeld door particulieren, kinder- of zorgboerderijen die niet meer voor de dieren kunnen zorgen vanwege ruimtegebrek of stijgende kosten.
Niet alle ezels worden in Zeist opgenomen, sommige zieke ezels krijgen een logeeradres ter behandeling en verzorging. Ezels die in goede conditie verkeren worden soms geplaatst binnen een netwerk van particuliere opvangadressen (‘pleegadressen’). 
Uit een nalatenschap ontving de Ezelsociëteit in 2022 een boerderij met stallen en weiland in het Gelderse Appel.  Niet alle ezels zijn even dol op bezoekers, de geschonken boerderij is dan ook niet voor publiek ingericht.